# Źródło Żywej Wody św. Jana Sarkandra w Ołomuńcu

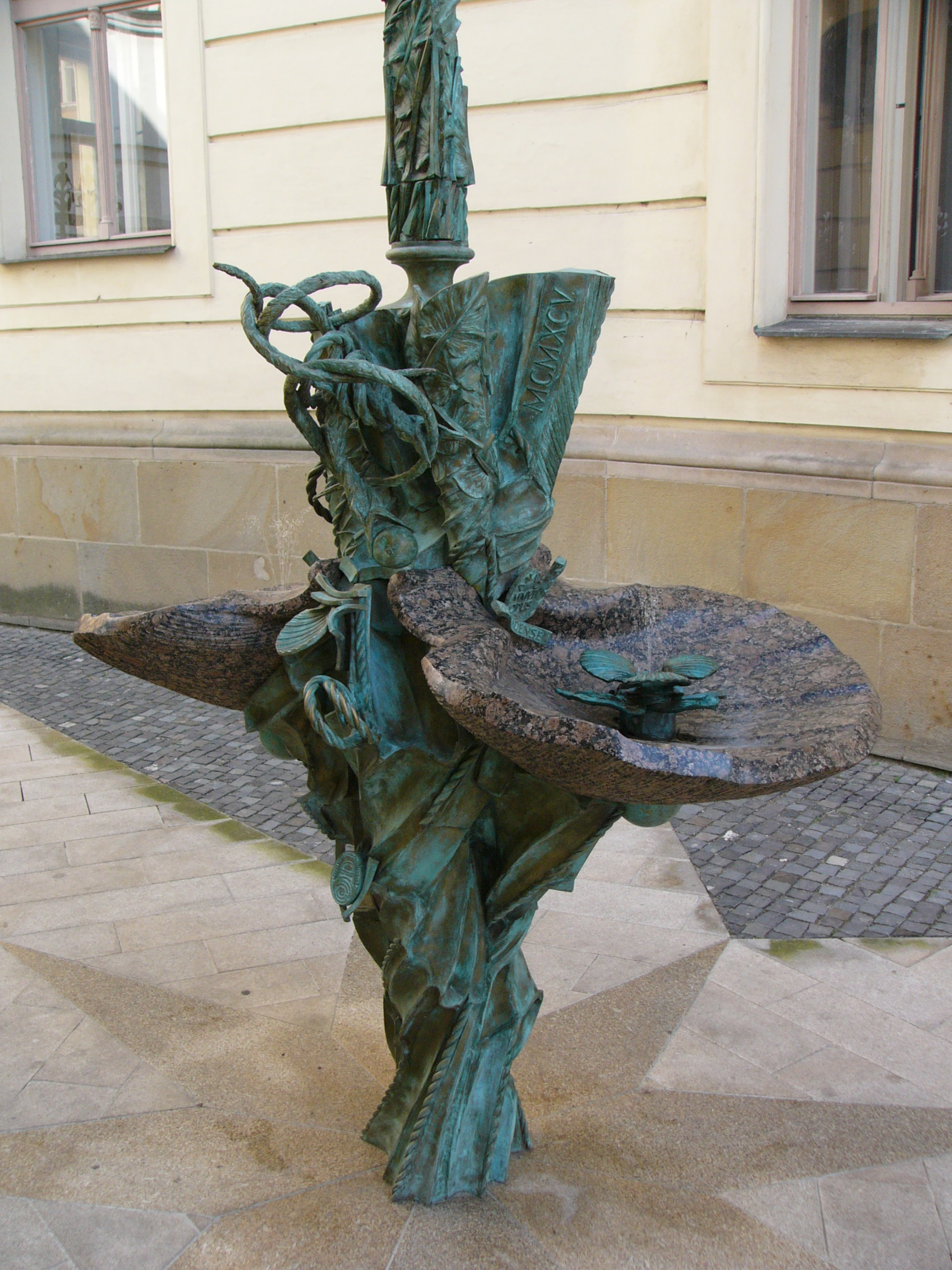
detal fontanny "Źródło Żywej Wody św. Jana Sarkandra"

Źródło Żywej Wody św. Jana Sarkandra (cz. Pramen živé vody sv. Jana Sarkandra) – współczesna fontanna w Ołomuńcu na Morawach w Czechach.
Fontanna usytuowana jest na niewielkim dziedzińczyku przed wejściem do kaplicy św. Jana Sarkandra, przy ulicy Na Hradě.
Autorem kompozycji rzeźbiarskiej, zainstalowanej w 2007 r., jest pochodzący z Ołomuńca rzeźbiarz i odlewnik, absolwent praskiej Akademii Sztuk Pięknych Otmar Oliva (ur. 1952 r.). Jego dzieło, przedstawiające odwieczną walkę dobra ze złem, nawiązuje w sposób symboliczny do miejsca męczeństwa i śmierci Jana Sarkandra. Zło symbolizują węże, zaś tryumfujące dobro i życie wieczne – gwoździe z Krzyża Świętego i kwitnące rany Chrystusa, omywane nieustannie wodą. Główny, pionowy element fontanny, wykonany z patynowanego brązu, przechodzi w cienką iglicę zwieńczoną złotą gwiazdą. Jego wysokość wynosi 6,2 m. Mocnym akcentem horyzontalnym kompozycji jest masywna koncha, z której tryska woda, wykonana z barwnego, zielonkawo-różowego granitu.